# Foreign Affairs (альбом)
Foreign Affairs — пятый студийный альбом автора-исполнителя Тома Уэйтса, изданный 13 сентября 1977 года.

## Об альбоме
В качестве гостя на диске поёт Бетт Мидлер — дуэт с Уэйтсом в песне «I Never Talk to Strangers». Концепция альбома была определена как «чёрно-белое кино». Обложка призвана передать нуар-настроение, создал её голливудский портретист Джордж Харрелл. Рядом с Томом изображена девушка по имени Марчиела, работавшая тогда в кассах The Troubadour в Лос-Анджелесе. На обратной стороне обложки изображён пьяный певец за клавишами своего фортепиано в комнате отеля Tropicana на бульваре Санта-Моника.

## Список композиций
Первая сторона:
| №  | Название                                      | Длительность |
| -- | --------------------------------------------- | ------------ |
| 1. | «Cinny's Waltz»                               | 2:17         |
| 2. | «Muriel»                                      | 3:33         |
| 3. | «I Never Talk to Strangers»                   | 3:38         |
| 4. | «Medley: Jack & Neal/California, Here I Come» | 5:01         |
| 5. | «A Sight for Sore Eyes»                       | 4:40         |

Вторая сторона:
| №  | Название         | Длительность |
| -- | ---------------- | ------------ |
| 1. | «Potter's Field» | 8:40         |
| 2. | «Burma-Shave»    | 6:34         |
| 3. | «Barber Shop»    | 3:54         |
| 4. | «Foreign Affair» | 3:46         |

## Участники записи
- Том Уэйтс — вокал, фортепиано
- Фрэнк Викари — тенор-саксофон
- Джек Шелдон — труба
- Джим Хьюхарт — контрабас
- Шелли Манн — барабаны
- Джин Киприано — кларнет
- Бетт Мидлер — вокал на «I Never Talk to Strangers»